# Giovanni Nonne
Giovanni Nonne (Fonni, 1º gennaio 1940) è un politico e imprenditore italiano.

## Biografia
Nato a Fonni, in provincia di Nuoro, il 1º gennaio 1940, è un imprenditore del settore turistico e gestisce un'impresa che detiene diversi complessi alberghieri e residenziali nella costa di Chia e di Muravera in provincia di Cagliari.
Dopo avere intrapreso gli studi in ingegneria si è dedicato all'attività politica e alla militanza nel PSI nella corrente di sinistra lombardiana, del quale è stato leader in Sardegna. È stato membro del comitato centrale e dell'esecutivo nazionale. Nel 1970 riceve il primo incarico pubblico, è consigliere comunale a Fonni.
Consigliere, assessore e presidente della provincia di Nuoro dal giugno del 1975 al dicembre dello stesso anno, quando è subentrato nel Consiglio regionale della Sardegna a Peppino Catte, chiamato a sostituirlo, dopo la morte, nella carica di assessore regionale dell'Agricoltura e Foreste nella quarta giunta Del Rio.
Confermato nell'incarico nella prima giunta Soddu (maggio 1976 - gennaio 1977), è divenuto assessore del Bilancio, Programmazione e Assetto del Territorio nella seconda giunta Soddu (gennaio 1977 - ottobre 1978).
Nel giugno 1979 ha abbandonato il Consiglio Regionale ed è stato eletto deputato nelle liste del P.S.I. per l'VIII legislatura con 22.288 preferenze.
Riconfermato nel 1983 con 30.493 voti, nel 1987 con 39.081 e nel 1992 con 39.727.
È stato sottosegretario al Ministero della Marina Mercantile dall'aprile 1980 all'aprile 1983 nei governi Cossiga II, Forlani, Spadolini I e II e Fanfani V e sottosegretario al Ministero del Tesoro dall'agosto 1983 al giugno 1986 nel primo governo Craxi.
È stato segretario regionale del P.S.I. in Sardegna dal 1990 al 1992.
Nel marzo 1994 ha abbandonato la vita politica per dedicarsi all'attività imprenditoriale.